# Hoffman (Minnesota)
Hoffman ist eine Kleinstadt (mit dem Status „City“) im Grant County im US-amerikanischen Bundesstaat Minnesota. Das U.S. Census Bureau hat bei der Volkszählung 2020 eine Einwohnerzahl von 698 ermittelt.

## Geografie
Hoffman liegt im Westen von Minnesota am Chippewa River, einem Nebenfluss des in den Mississippi mündenden Minnesota River. Der Ort liegt auf 45°49′46″ nördlicher Breite, 95°47′31″ westlicher Länge und erstreckt sich über 5,36 km².
Benachbarte Orte von Hoffman sind Barrett (12,3 km nordwestlich) und Kensington (10,7 km südöstlich).
Die nächstgelegenen größeren Städte sind Fargo in North Dakota (154 km nordwestlich), Duluth am Oberen See (359 km ostnordöstlich), Minneapolis (241 km südöstlich), Minnesotas Hauptstadt Saint Paul (260 km in der gleichen Richtung) und Sioux Falls in South Dakota (330 km südsüdwestlich).

## Verkehr
Im Zentrum von Hoffman kreuzen die Minnesota State Routes 55 und 27. Alle weiteren Straßen sind untergeordnete, teils unbefestigte Fahrwege sowie innerörtliche Verbindungsstraßen.
In nordwest-südöstlicher Richtung verläuft durch das Stadtgebiet von Hoffman eine Eisenbahnlinie der Canadian Pacific Railway.
Mit dem Elbow Lake Municipal – Pride of the Prairie Airport befindet sich 24,9 km nordwestlich ein kleiner Regionalflugplatz. Der nächste Großflughafen ist der Minneapolis-Saint Paul International Airport (265 km südöstlich).

## Demografische Daten
Nach der Volkszählung im Jahr 2010 lebten in Hoffman 681 Menschen in 285 Haushalten. Die Bevölkerungsdichte betrug 127,1 Einwohner pro Quadratkilometer. In den 285 Haushalten lebten statistisch je 2,24 Personen.
Ethnisch betrachtet setzte sich die Bevölkerung zusammen aus 95,7 Prozent Weißen, 0,1 Prozent (eine Person) Afroamerikanern, 0,4 Prozent amerikanischen Ureinwohnern, 0,6 Prozent Asiaten, 0,1 Prozent (eine Person) Polynesiern sowie 1,6 Prozent aus anderen ethnischen Gruppen; 1,3 Prozent stammten von zwei oder mehr Ethnien ab. Unabhängig von der ethnischen Zugehörigkeit waren 3,1 Prozent der Bevölkerung spanischer oder lateinamerikanischer Abstammung.
21,6 Prozent der Bevölkerung waren unter 18 Jahre alt, 53,3 Prozent waren zwischen 18 und 64 und 25,1 Prozent waren 65 Jahre oder älter. 52,3 Prozent der Bevölkerung war weiblich.

Das mittlere jährliche Einkommen eines Haushalts lag bei 25.625 USD. Das Pro-Kopf-Einkommen betrug 15.546 USD. 29,9 Prozent der Einwohner lebten unterhalb der Armutsgrenze.